# Antigua (Fuerteventura)
Antigua ist eine der sechs Municipios der zu Spanien gehörenden Kanarischen Insel Fuerteventura. Der gleichnamige Ort ist Verwaltungssitz der Gemeinde.

## Orte der Gemeinde

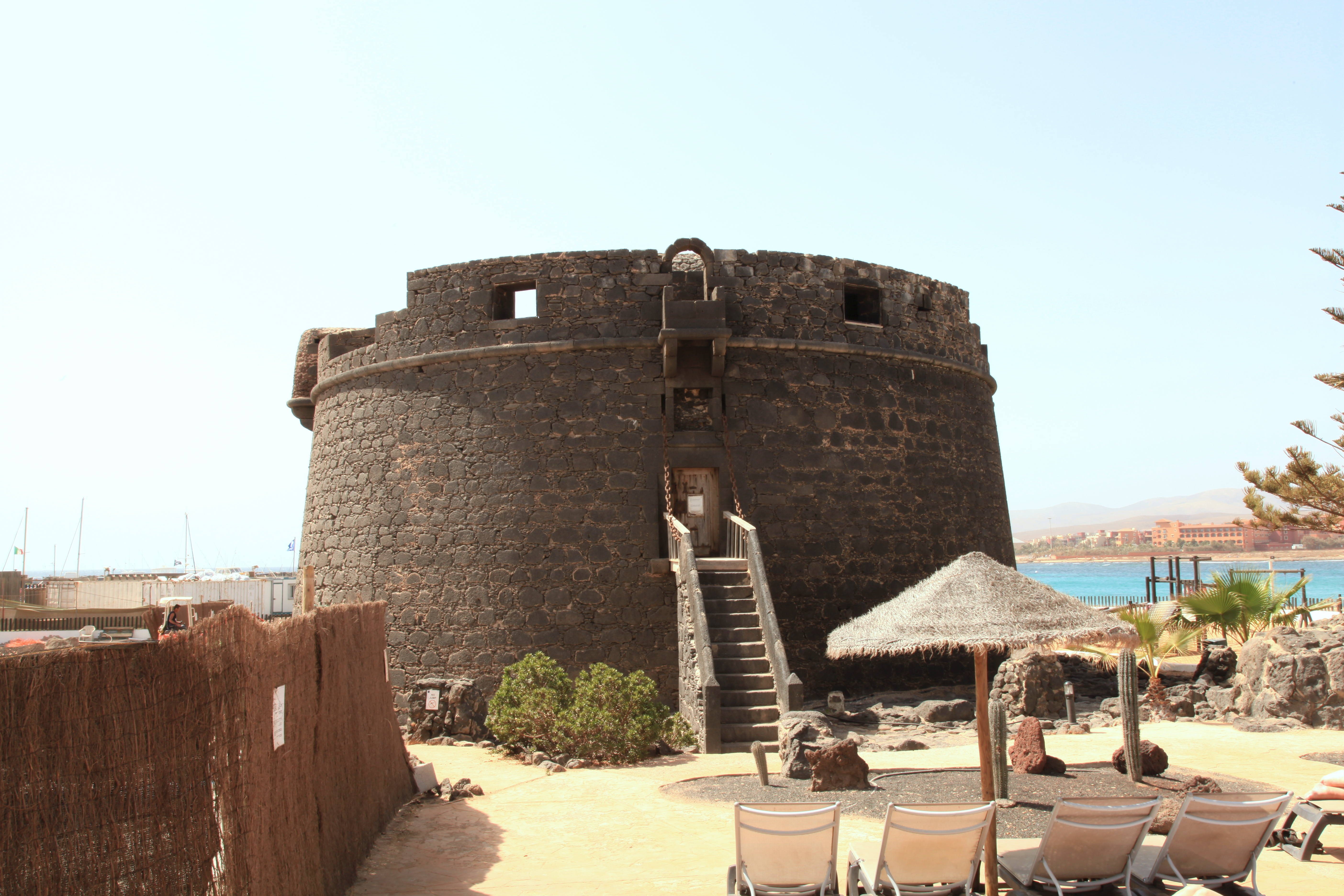
El Castillo in Caleta de Fuste

Die Bevölkerungszahlen in Klammern stammen aus dem Jahr 2011.
- Caleta de Fuste (El Castillo) (6.000)
- Antigua (2292)
- Triquivijate (1004)
- Valles de Ortega (660)
- Agua de Bueyes (294)
- Casillas de Morales (350)

## Geschichte
Antigua zählt zur ältesten Gemeinde der Insel. Der zentrale Ort war im 19. Jahrhundert vorübergehend die Hauptstadt der Insel, Puerto del Rosario löste sie 1835 ab. Bevor sich in der zweiten Hälfte des 16. Jahrhunderts Einwanderer vom spanischen Festland hier niederließen, gehörte Antigua zur Pfarrei von Betancuria. Zwei Jahrhunderte später löste sich die Gemeinde Antigua von Betancuria und wurde eigenständige Pfarrei. Eine Windmühle und einige Herrenhäuser sind Zeugen der früheren Bedeutung des Ortes. Besonders auffallend ist die blau-weiße Jugendstilvilla aus der Zeit um 1900.

## Sehenswertes

Die Kirche Iglesia Nuestra Señora de la Antigua in Antigua

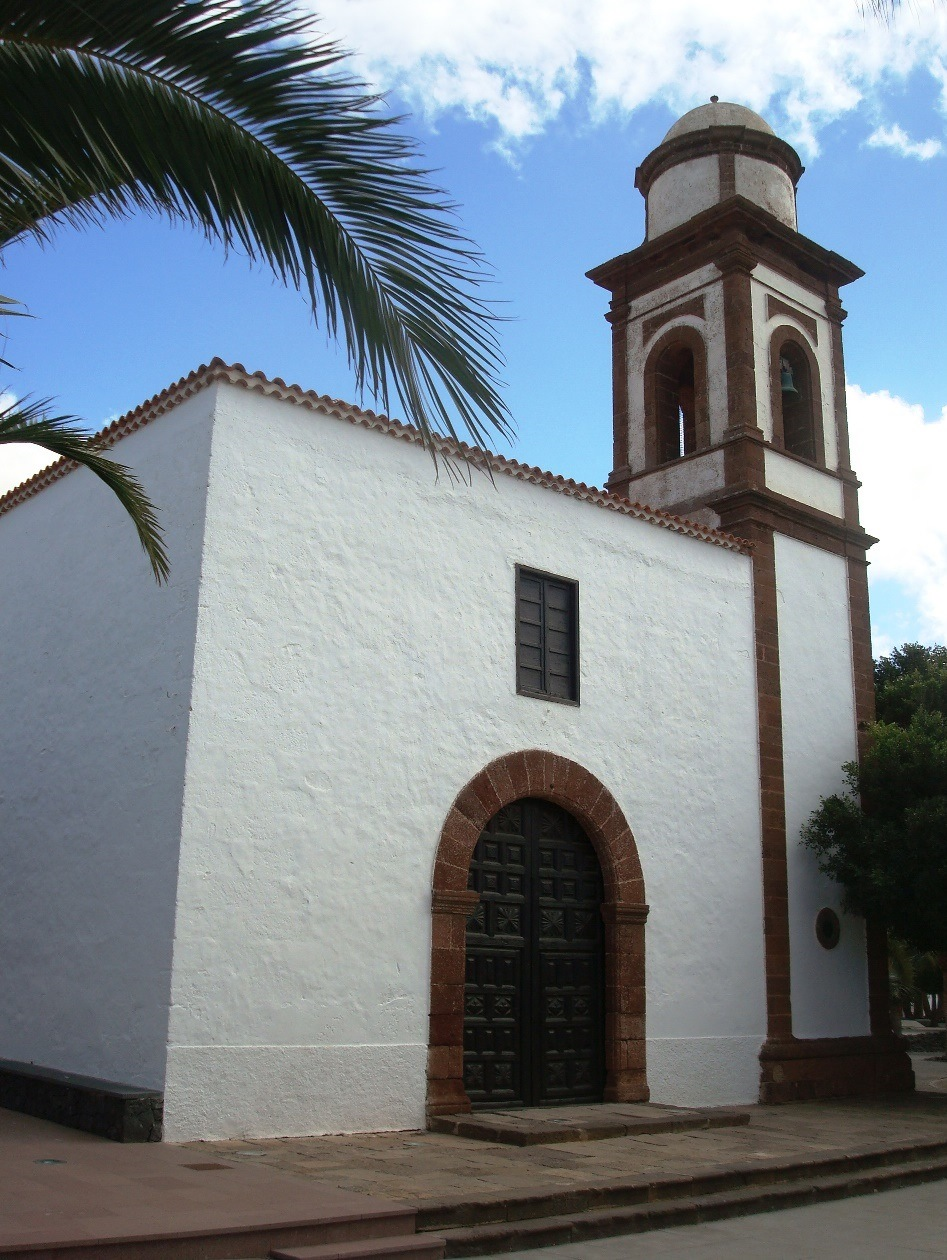
Die Kirche Iglesia Nuestra Señora de la Antigua

- Die Kirche Iglesia Nuestra Señora de la Antigua stammt aus dem 18. Jahrhundert; sie besitzt eine Holzdecke im Mudéjar-Stil aus kanarischer Kiefer. Anfang September wird eine Fiesta zu Ehren der Schutzheiligen veranstaltet.
- Centro de Artesanía in der Molino de Antigua; eine der Windmühlen, die für den wirtschaftlichen Wohlstand sorgten, beherbergt seit 1997 ein Kunsthandwerkszentrum mit Ausstellungen. Jedes Jahr im Mai findet eine Kunsthandwerksmesse Feria Insular de Artesanía statt.
- In einem eigens dafür umgebauten Haus wurde 2014 ein Käsemuseum eröffnet, das Informationen über den Käse Fuerteventuras, den Queso Majorero bietet.[3]
- Das Freilichtmuseum La Atalayita bei Pozo Negro mit aus Ruinen wiederhergestellten Wohnstätten der Majoreros.

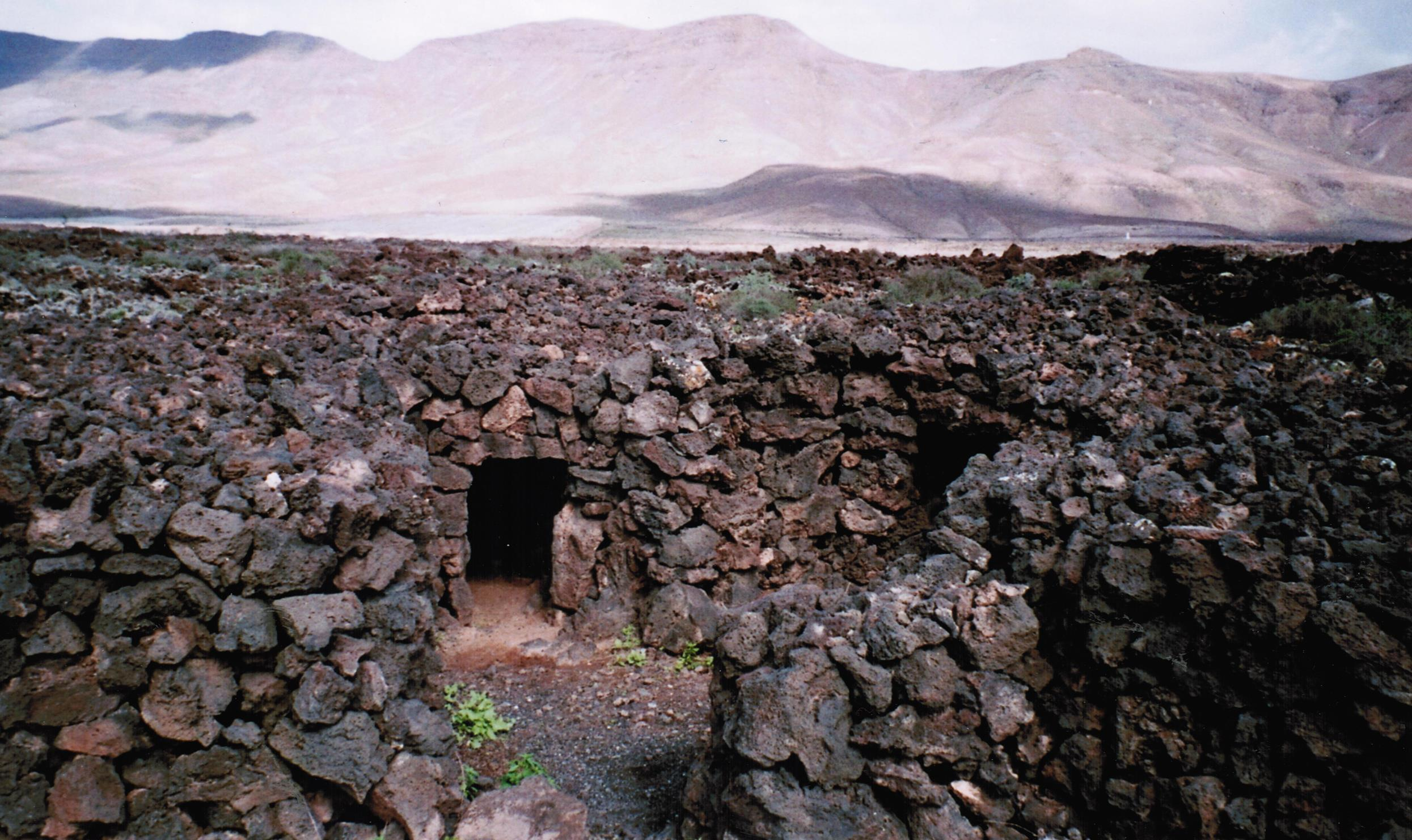
Wohnstätte von Majoreros (aus Ruine wiederhergestellt) - im Freilichtmuseum "La Atalayita" (bei Pozo Negro)

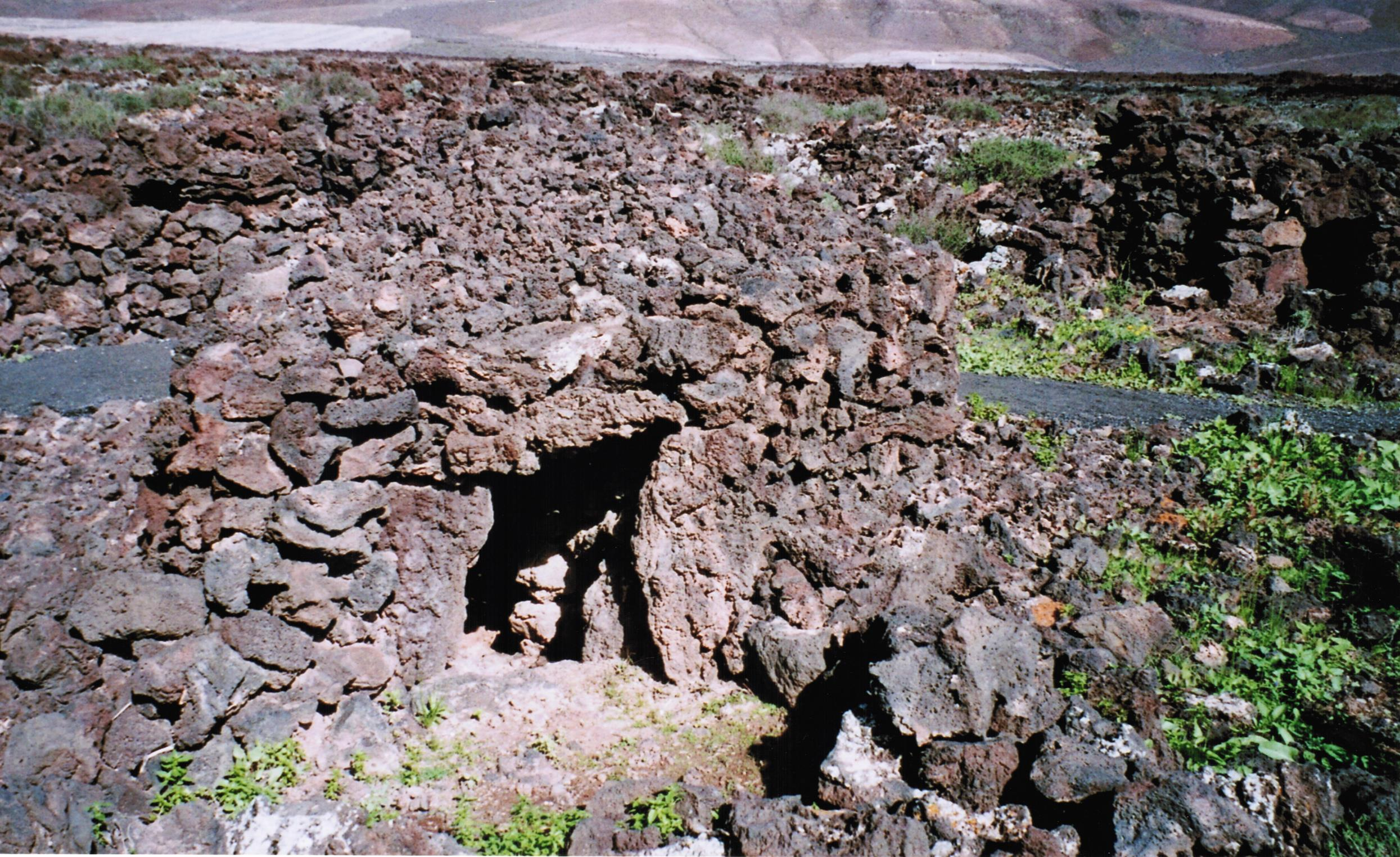
Wohnstätte von Majoreros (aus Ruine wiederhergestellt) - im Freilichtmuseum "La Atalayita" (bei Pozo Negro)